# کریگ هیپ
کرایگ هیپ (به انگلیسی: Craig Heap) ژیمناست زادهٔ ۱۰ ژوئیهٔ ۱۹۷۳ میلادی اهل کشور بریتانیا است.